# Forum für einen fortschrittlichen Islam
Das Forum für einen fortschrittlichen Islam (FFI) ist ein Verein schweizerischer Muslime und Nichtmuslime mit dem Ziel, das Verhältnis von Islam und westlicher Moderne offen zu diskutieren und auf diese Weise als Teil einer grösseren liberalen islamischen Bewegung zu einem «offenen und zeitgemässen Islam» beizutragen.

## Geschichte
Der Verein wurde am 27. November 2004 in Zürich auf der ersten Vollversammlung offiziell gegründet mit ähnlichen Zielen wie das Muslimische Forum Deutschland oder die Initiative Liberaler Muslime Österreich. Zur Präsidentin wurde Saïda Keller-Messahli gewählt, die auch den Anstoss zur Gründung gab, nachdem sie das Buch Die Krankheit des Islam von Abdelwahab Meddeb gelesen hatte. Nach eigenen Angaben erhält sie regelmässig Drohungen, und viele Sympathisanten wollen sich nicht zu erkennen geben, weil sie die Bedrohung fürchten. Einziges nichtmuslimisches Vorstandsmitglied ist Karl Gruber, katholisch und ehemaliger Jugendsekretär des Bezirks Pfäffikon.
Inzwischen ist der Verein eine feste Grösse in öffentlichen Debatten rund um den Islam und immer wieder in den Schweizer Medien präsent. Nach eigenen Angaben gibt es heute Lokalsektionen für die Zentralschweiz, Zürich, Bern, die Romandie und das Tessin.
Im Jahr 2016 verlieh die Schweizer Sektion der Internationalen Gesellschaft für Menschenrechte IGfM ihren jährlichen Menschenrechtspreis an die Gründerin und Vorsitzende des FFI, Saïda Keller-Messahli: «Sie habe unter dem Einsatz ihres Lebens ‹immense Aufklärungsarbeit geleistet›, und ihr liege am Herzen, dass der Islam als moderne, menschliche und lebensbejahende Quelle verstanden werde. Ihr Ziel sei es, den Muslimen einen humanen Islam zu hinterlassen.»
Außerdem im Vorstand des FFI vertreten ist die in Ägypten geborene jemenitisch-schweizerische Politologin und Autorin Elham Manea.

## Positionen
In einem Positionspapier fordert das FFI zum Mut auf, «religiöse und traditionelle Quellen zu hinterfragen», und «möchte die selbstkritische innermuslimische Debatte fördern. Ziel ist es, die muslimische Perspektive zu öffnen und ein muslimisches Selbstverständnis zu fördern, das seine Grundlagen in der Demokratie und der Achtung der Menschenrechte verankert weiß. Eine zeitgemäße Neuinterpretation islamischer Quellen soll den Menschen in einer modernen Zeit als Lebenshilfe zur Seite stehen – statt einzuengen soll der Islam Ressourcen des Zusammenlebens mobilisieren. Wir sehen uns als Teil eines inner- und außereuropäischen Erneuerungsprozesses innerhalb des Islam und sind überzeugt, dass nur ein schrittweises Vorgehen zum Ziel führen wird.»
Als Literatur empfiehlt das FFI zum Thema Koranexegese vor allem die Autoren Nasr Hamid Abu Zaid und Mohammed Arkoun.
In einer Stellungnahme vom 4. September 2009 sprach sich das FFI gegen die Initiative zum Minarettverbot aus: «Die Verbotsbefürworter verstärken damit bewusst oder unbewusst die traditionalistischen muslimischen Kreise und sogar die verschwindend kleine Minderheit von Islamisten, welche sich nichts sehnlicher wünscht als einen Kampf der Kulturen.» In einer Stellungnahme vom 16. November 2015, nach den Terroranschlägen in Paris u. a. auf das Bataclan-Theater, forderte das FFI eine Fatwa gegen den politischen Islam, das Verbot des Islamischen Zentralrats Schweiz und die Schliessung von radikalen Moscheen. Eine Diskussion mit Salafisten sei vergeblich.
In der Debatte um einen verweigerten Handschlag von Schulkindern gegenüber ihrer Lehrerin recherchierte das FFI die Hintergründe. Nach Meinung des FFI wurden die Kinder von ihrem Vater, einem Imam, lediglich vorgeschoben, um die politischen Forderungen der Islamischen Weltliga in die Schweiz zu tragen.

## Kritik
Farhad Afshar, Präsident der Koordination Islamischer Organisationen Schweiz, «wirft Keller-Messahli vor, Vorurteile über den Islam wie Gewaltbereitschaft und Frauenfeindlichkeit zu schüren. Ihre Gruppe sei ohnehin nicht in der islamischen Basis verankert. Afshar macht bereits klar, dass er es nicht für opportun hält, wenn liberale Vertreter wie Keller-Messahli in einem definitiven Islamforum mit dabei wären. ‹Sie vertritt antiislamische Positionen der SVP. Genauso gut könnte man die SVP an den Tisch holen.›»
Die nationalkonservative Schweizerzeit kritisiert das FFI dafür, die Illusion eines fortschrittlichen Islam zu schaffen. In Wahrheit könne der Islam gar nicht modern interpretiert werden.